# Florence (Arizona)
Florence is een plaats (town) in de Amerikaanse staat Arizona, en valt bestuurlijk gezien onder Pinal County.

## Demografie
Bij de volkstelling in 2000 werd het aantal inwoners vastgesteld op 17.054.
In 2006 is het aantal inwoners door het United States Census Bureau geschat op 17.009, een daling van 45 (-0,3%).

## Geografie
Volgens het United States Census Bureau beslaat de plaats een oppervlakte van
21,5 km², geheel bestaande uit land. Florence ligt op ongeveer 454 m boven zeeniveau.

## Plaatsen in de nabije omgeving
De onderstaande figuur toont nabijgelegen plaatsen in een straal van 40 km rond Florence.